# Robert Young (guitariste)
Pour les articles homonymes, voir Robert Young et Young.
Robert "Throb" Young (né en 1964 ou 1965 - mort le 9 septembre 2014) est un guitariste écossais. Il a été membre du groupe Primal Scream de 1984 à 2006.
Robert Young s'est marié deux fois. Il a eu deux enfants de son premier mariage.

## Carrière
Robert Young rencontre le chanteur de Primal Scream Bobby Gillespie alors que les deux hommes étudient à la Kings Park Secondary School (en) de Glasgow. Il rejoint le groupe en 1984, d'abord comme bassiste. Après le lancement de Sonic Flower Groove, premier album du groupe, et le départ du guitariste Jim Beattie, Young remplace ce dernier.
En 1989, Young joue de la basse pour le groupe Felt sur l'album Me and a Monkey on the Moon (1989).
Comme membre de Primal Scream, Young participe à tous les enregistrements du groupe jusqu'en 2006,. Il quitte alors Primal Scream, afin, selon Gillespie, de régler des « problèmes personnels ».
L'après-midi du 9 septembre 2014, Young est retrouvé mort dans son appartement de Hove. Sa mort est annoncée deux jours plus tard, le 11 septembre,,.